# Малый Зубач
Малый Зубач — река на северо-востоке материковой части Архангельской области России, левый приток реки Крутая (бассейн Пёзы).
Длина реки составляет 36 км. Берёт начало в болотах в северной части Лешуконского района. Течёт на север по незаселённой лесной болотистой местности, среднее и нижнее течение проходит по Мезенскому району. Впадает в Крутую по левому берегу в 29 км от её устья.

## Данные водного реестра
По данным государственного водного реестра России относится к Двинско-Печорскому бассейновому округу, водохозяйственный участок реки — Мезень от водомерного поста деревни Малонисогорская и до устья. Речной бассейн реки — Мезень.
Код объекта в государственном водном реестре — 03030000212103000049699.